# Liste der Baudenkmäler in Lengenwang

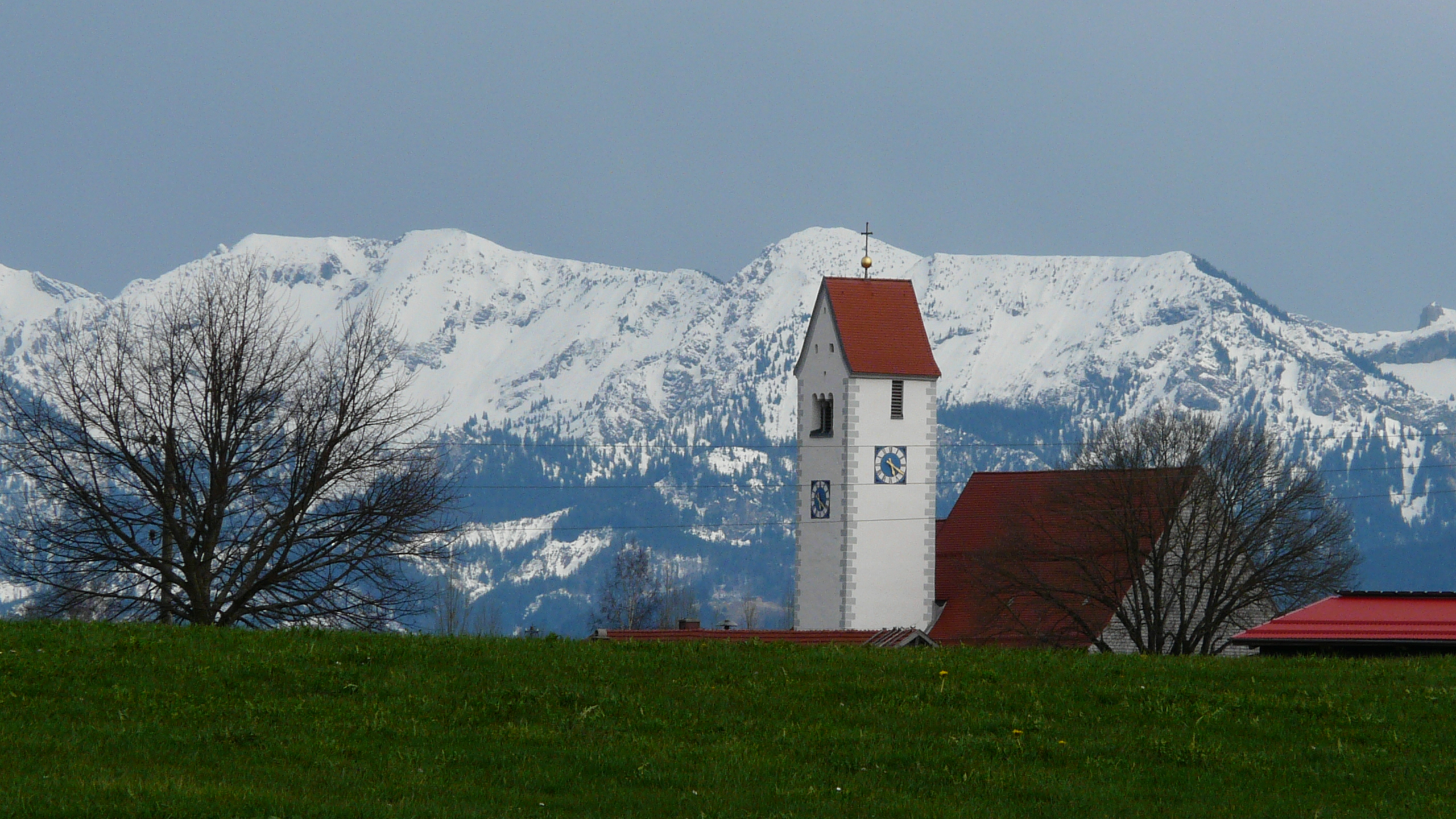
Lengenwang – St. Wolfgang mit Ammergebirge

Auf dieser Seite sind die Baudenkmäler in der schwäbischen Gemeinde Lengenwang zusammengestellt. Diese Tabelle ist eine Teilliste der Liste der Baudenkmäler in Bayern. Grundlage ist die Bayerische Denkmalliste, die auf Basis des Bayerischen Denkmalschutzgesetzes vom 1. Oktober 1973 erstmals erstellt wurde und seither durch das Bayerische Landesamt für Denkmalpflege geführt wird. Die folgenden Angaben ersetzen nicht die rechtsverbindliche Auskunft der Denkmalschutzbehörde.

## Baudenkmäler nach Ortsteilen

### Lengenwang
| Lage                       | Objekt                   | Beschreibung | Akten-Nr.    | Bild           |
| -------------------------- | ------------------------ | --- | ------------ | -------------- |
| Hauptstraße 11 (Standort)  | Bauernhaus               | verputzter Ständerbau mit eingezogenem Wirtschaftsteil, Tennenbundwerk und Hakenschopf, im Kern Ende 17. Jahrhundert | D-7-77-149-3 | Bauernhaus     |
| Seeger Straße 1 (Standort) | Pfarrkirche St. Wolfgang | Katholische Pfarrkirche St. Wolfgang, erbaut im frühen 16. Jahrhundert, 1776 verlängert und erhöht; mit Ausstattung. | D-7-77-149-1 | weitere Bilder |

### Albisried
| Lage                   | Objekt        | Beschreibung                                             | Akten-Nr.    | Bild           |
| ---------------------- | ------------- | -------------------------------------------------------- | ------------ | -------------- |
| Albisried 5 (Standort) | Marienkapelle | Katholische Marienkapelle, erbaut 1853; mit Ausstattung. | D-7-77-149-4 | weitere Bilder |

### Außerlengenwang
| Lage                         | Objekt              | Beschreibung                                       | Akten-Nr.    | Bild                |
| ---------------------------- | ------------------- | -------------------------------------------------- | ------------ | ------------------- |
| Außerlengenwang 9 (Standort) | Hausfigur           | Kruzifix, 18./19. Jahrhundert                      | D-7-77-149-7 | Hausfigur           |
| (Standort)                   | Katholische Kapelle | erbaut 1. Hälfte 19. Jahrhundert; mit Ausstattung. | D-7-77-149-6 | Katholische Kapelle |

### Enisried
| Lage                   | Objekt  | Beschreibung | Akten-Nr.    | Bild           |
| ---------------------- | ------- | --- | ------------ | -------------- |
| Enisried 13 (Standort) | Kapelle | Katholische Kapelle St. Agatha, Andreas, Rochus und Sebastian, Bau des 18. Jahrhunderts, 1837 erneuert; mit Ausstattung. | D-7-77-149-8 | weitere Bilder |

### Ried
| Lage               | Objekt           | Beschreibung | Akten-Nr.     | Bild             |
| ------------------ | ---------------- | --- | ------------- | ---------------- |
| Ried 9 (Standort)  | Bauernhaus       | Bundwerk, bemalte Kerbschnitzerei und Hakenschopf, bez. 1821.                                                                   | D-7-77-149-10 | Bauernhaus       |
| Ried 20 (Standort) | Bauernhaus       | verputzter Ständerbau mit Hakenschopf und Andreaskreuz über der Tenne, Fachwerkgiebel unter Flachdach, um Mitte 18. Jahrhundert | D-7-77-149-12 | Bauernhaus       |
| Ried 22 (Standort) | Ehem. Bauernhaus | verputzter Ständerbau mit Hakenschopf, genasten Bügen mit Schablonenmalerei, über Tennentor bez. 1664.                          | D-7-77-149-11 | Ehem. Bauernhaus |

### Sigratsbold
| Lage       | Objekt                    | Beschreibung                  | Akten-Nr.     | Bild           |
| ---------- | ------------------------- | ----------------------------- | ------------- | -------------- |
| (Standort) | Katholische Marienkapelle | erbaut 1663; mit Ausstattung. | D-7-77-149-13 | weitere Bilder |